# Nyctophila reichii
Nyctophila reichii is een keversoort uit de familie glimwormen (Lampyridae). De wetenschappelijke naam van de soort is voor het eerst geldig gepubliceerd in 1859 door Jacquelin du Val.